# VZ Гончих Псов
VZ Гончих Псов (лат. VZ Canum Venaticorum), HD 117777 — двойная затменная переменная звезда типа Алголя (EA) в созвездии Гончих Псов на расстоянии приблизительно 734 световых лет (около 225 парсек) от Солнца. Визуальная звёздная величина звезды — от +9,72m до +9,17m. Орбитальный период — около 0,8425 суток (20,219 часа).
Открыта В. Штромайером и Р. Книгге в 1960 году*.

## Характеристики
Первый компонент — жёлто-белая пульсирующая переменная звезда типа Гаммы Золотой Рыбы (GDOR) спектрального класса F0, или F2V, или F3V, или G5. Масса — около 1,599 солнечной, радиус — около 1,967 солнечного, светимость — около 8,04 солнечной. Эффективная температура — около 6793 K.
Открыта С. Ибано и др. в 2007 году*.
Второй компонент — жёлто-белая звезда спектрального класса F8V, или F8. Масса — около 1,27 солнечной, радиус — около 1,24 солнечного, светимость — около 1,77 солнечной. Эффективная температура — около 6300 K.

## Планетная система
В 2019 году учёными, анализирующими данные проектов Hipparcos и Gaia, у звезды обнаружена планета HIP 66017 b.